# Diclofenac
Il diclofenac (pronuncia: /diˈklɔfenak/) è un farmaco anti-infiammatorio non steroideo (FANS) tra i più utilizzati come anti-infiammatorio, antireumatico e soprattutto come analgesico.

## Farmacodinamica
Diclofenac è dotato di proprietà analgesiche, antinfiammatorie e antipiretiche (specialmente nel caso di dosi basse). Dal punto di vista analgesico la potenza di una dose giornaliera di 75 mg è pari a quella esercitata da indometacina (75 mg) e acido acetilsalicilico (3 g).

Il meccanismo d'azione comporta: l'inibizione dell'enzima prostaglandine sintetasi e perciò l'inibizione competitiva della biosintesi delle prostaglandine, l'inibizione degli enzimi lisosomiali (in parte), inibizione non selettiva delle COX-1 e COX-2  e inibizione del 5-LO. È anche in grado di inibire il rilascio di acido arachidonico da parte delle fosfolipasi e addirittura ne stimola il suo riassorbimento; grazie a questa vasta modalità d'azione è definito un antinfiammatorio completo.

## Farmacocinetica
Dopo somministrazione orale il farmaco viene assorbito in modo completo dal tratto gastrointestinale. Dopo l'assorbimento si distribuisce rapidamente ai tessuti e il picco plasmatico viene raggiunto entro 2 ore. Diclofenac si lega ampiamente con le proteine plasmatiche (99,7%) e in particolare con l'albumina. Il farmaco viene metabolizzato a livello epatico dove viene glucuronato ed è soggetto a effetto di primo passaggio epatico. Il farmaco viene eliminato, per il 60% circa della dose somministrata, per via renale sotto forma di metabolita (meno dell'1% viene escreto come sostanza immodificata). Per il 30% circa della dose somministrata viene escreto con la bile e con le feci.

## Tossicità
La DL50 nel topo per os è di 1.300 mg/kg, nel ratto per os è di 1.500 mg/kg, nella cavia per os 1.250 mg/kg.

## Usi clinici
Il farmaco viene utilizzato nel trattamento del dolore acuto e flogosi nell'artrite reumatoide (inclusa l'artrite giovanile idiopatica), nella spondilite anchilosante, nell'artrosi, nei reumatismi non articolari e in altre malattie muscoloscheletriche, come la lombosciatalgia. Viene utilizzato inoltre nella gotta acuta, nel dolore post operatorio, nella cheratosi attinica, nella congiuntivite allergica, nelle dismenorree e nelle flogosi secondarie a traumi.

Diclofenac è disponibile in diverse forme farmaceutiche: compresse, fiale per iniezioni intramuscolo, cerotti medicati, pomate per uso topico. [es. Voltaren e molti altri, dei quali il sale sodico del diclofenac è il principio attivo]. Di recente è stata messa a punto anche un'innovativa formulazione per somministrazione sottocutanea (es. Akis) per chi necessita di una risposta più immediata al dolore acuto da coliche renali, esacerbazione di osteoartrite e artrite reumatoide, lombosciatalgia, attacchi acuti di gotta, traumi e fratture e dolore post-operatorio.

## Effetti collaterali e indesiderati
In corso di trattamento si possono verificare cefalea, capogiro e vertigine, anoressia, nausea, vomito, diarrea, dolore addominale, flatulenza. Relativamente comuni sono anche l'aumento di AST e ALT con talvolta evoluzione verso l'epatite e la comparsa di rash cutaneo.

In alcuni pazienti si possono verificare anemia, leucopenia, trombocitopenia, gastrite, emorragia gastrointestinale, ematemesi, melena, ulcera gastrointestinale, orticaria, eczema e porpora.

## Controindicazioni
Diclofenac non deve essere somministrato a quei soggetti che hanno una storia di emorragia gastrointestinale, di emorragia o ulcera gastrica o duodenale ricorrente, di diatesi emorragica, di insufficienza renale o epatica grave, di severa insufficienza cardiaca. Deve esserne evitato l'uso nei soggetti già in trattamento con anticoagulanti, in quanto il farmaco ne potenzia l'azione.
Anche l'ipersensibilità nota verso il principio attivo, così come una storia del paziente di accessi asmatici, orticaria, riniti acute dopo l'assunzione di altri farmaci inibitori della prostaglandine sintetasi (e in particolare l'acido acetilsalicilico) ne rappresenta una controindicazione. Infine si ricorda che il farmaco non deve essere assunto nel corso della gravidanza.
Nel luglio 2013 l'Agenzia Europea dei Medicinali (EMA) e l'Agenzia Italiana del Farmaco (AIFA) hanno concordato una Dear doctor letter in cui ricordano che diclofenac può essere associato a un aumentato rischio di trombosi arteriosa, simile a quello degli inibitori selettivi della COX-2, e pertanto risulta controindicato nei soggetti con insufficienza cardiaca congestizia, cardiopatia ischemica, arteriopatia periferica e malattie cerebrovascolari.

## Dosi terapeutiche
Diclofenac è in genere assunto al dosaggio iniziale giornaliero di 100–150 mg. Nei casi caratterizzati da dolore più lieve e nelle terapie a lungo termine è bene mantenere il dosaggio intorno a 75–100 mg al giorno.

Sono ora disponibili formulazioni anche a dosaggi più bassi (25 e 50 mg) , in modo da utilizzare la più bassa dose efficace del FANS, seguendo la raccomandazione emessa dall'Agenzia Europea del Farmaco (EMA), per minimizzare il rischio cardiovascolare associato alle alte dosi di questa categoria di farmaci (vedi controindicazioni).

Il dosaggio giornaliero deve essere suddiviso in 2–3 dosi, meglio se assunte a intervalli regolari e a stomaco pieno.

Nella dismenorrea primaria la dose va adattata individualmente ed è variabile dai 50 ai 150 mg/die.
Uno dei nomi commerciali di un antidolorifico contenente come principio attivo il diclofenac in forma anionica (avente come controcatione il dietilammonio) è il Voltaren, in forma di iniezione o più spesso di gel, emulsione o di cerotto medicato per applicazione topica. L'applicazione topica minimizza la tossicità renale ed epatica.

## Gravidanza e allattamento
L'inibizione della sintesi delle prostaglandine da parte del farmaco può comportare effetti negativi sulla gravidanza e/o sullo sviluppo embriofetale. Il ricorso a diclofenac durante l'ultimo trimestre della gravidanza può comportare: aumentato rischio di aborto, di malformazione cardiaca, di gastroschisi, chiusura prematura del dotto arterioso e ipertensione polmonare, disfunzione renale che può progredire in insufficienza renale con oligo-idroamnios, prolungamento del tempo di sanguinamento, inibizione delle contrazioni uterine, prolungamento del tempo del travaglio.
Il rischio assoluto di malformazioni cardiache aumenta da meno dell'1% fino a circa l'1,5%.
Si ritiene che il rischio possa aumentare con la dose e la durata della terapia.
In vivo, la somministrazione di inibitori della sintesi di prostaglandine ha provocato un aumento della perdita di pre e post-impianto e di mortalità embriofetale. Inoltre, un aumento dell'incidenza di varie malformazioni, inclusa quella cardiovascolare, è stato riportato in animali a cui erano stati somministrati inibitori di sintesi delle prostaglandine, durante il periodo organogenetico.
Durante il primo e il secondo trimestre di gravidanza, diclofenac non deve essere somministrato se non in casi strettamente necessari, la dose e la durata del trattamento devono essere mantenute le più basse possibili.